# Адо (группа)
Адо́ — советская и российская фолк-рок-группа, образованная в 1988 году в подмосковной Коломне студентами Бауманского университета. Лидер группы и автор песен — Андрей Горохов. Изначально возникнув, как неформальное желание записать несколько песен, к 1990-ым годам преобразовалось в профессиональную группу, самой известной песней которой стала пластинка "Останови меня ночь", выпущенная в 1991-ом году. На данный момент несмотря на то, что группа довольно редко выпускает новые альбомы, по данным ее членов, она продолжает готовить новые композиции.

## История группы
Свое существование группа «Адо» начала в 1988 году, когда записала первый (еще домашний) альбом «Ночной суп». В студии, которая находилась в подмосковной Коломне, над записью этой плёнки работали два будущих выпускника МВТУ им. Баумана — автор всего материала «Адо» Андрей Горохов и Валерий Аникин (который учился на том же факультете Бауманского университета). Андрей пел и играл на ритм-гитаре, а Валерий записывал партии баса и соло-гитары. Именно тогда был заложен стиль группы — мелодичный песенный рок с образными текстами, который всегда оставался узнаваемым. Альбом вскоре получил диплом лауреата на конкурсе магнитоальбомов ленинградского журнала «Аврора», а группа — серьезную поддержку писателя А. Н. Житинского и лидера группы «Аквариум» Б. Б. Гребенщикова, которые курировали конкурс.
С этого момента «Адо» стали известны в Советском Союзе. Группа набрала состав и начала выступать с концертами (в том числе — с «Аквариумом» и «Крематорием»), их первые песни попали на радио и ТВ. В «Адо» пришли скрипач Виталий Левковец, басист Дмитрий Юнькин (также студенты Бауманского) и известный по выступлениям в «Аквариуме» альтист Иван Воропаев, который специально для этого переехал в Москву на некоторое время. Все эти музыканты (кроме ушедшего Левковца) летом 90-го года записали удачный альбом «Останови меня, Ночь», который стал их первой профессиональной работой и через год вышел как LP на фирме «Мелодия». Группа набирала популярность, записала еще два акустических альбома — «Золотые Орехи» (1992) и «Осколки» (1994), на котором дебютировал талантливый пианист Юрий Смоляков (тогда студент Академии управления). Стоит сказать и о музыкальном журнале «Охота» (а также — одноименной радиопередаче Андрея Горохова), который в начале 90-х издавала группа.
После этого Горохов решил обновить звучание и сделать его более динамичным. После ухода бауманских музыкантов (а с Воропаевым расстались еще раньше, на его месте недолго поиграла скрипачка Татьяна Коробочкина) в группу был на один год приглашен басист Михаил Митрофанов. С ним и с несколькими студийными музыкантами записали пока самую популярную пластинку группы «Веди себя хорошо» (1996) — первый барабанный альбом «Адо» — то, к чему стремились Горохов и Смоляков. Заглавная песня с альбома (а также пластилиновый клип на нее) заметно оживили ситуацию вокруг группы — хит транслировался на многих радиостанциях и телеканалах. На запись следующего альбома «Алфавит» (1998) Смоляков пригласил качественную ритм-секцию в лице басиста Сергея Решетникова и барабанщика Игоря Иваньковича, которые, записав альбом, остались в группе. Чуть позже пришел молодой гитарист Илья Шаповалов. К компании Горохов — Смоляков — Шаповалов — Решетников — Иванькович на некоторое время присоединился бывший (в 93-95 гг.) администратор «Адо» Кирилл Россолимо, который вернулся в группу уже в качестве перкуссиониста.
Группа активно концертировала, выпускала диски, но дефолт 98-го года сильно подорвал музыкальный рынок, и Андрей Горохов был вынужден в течение нескольких лет работать за границей. Активность группы резко упала. В 2000-м году был выпущен еще один альбом «Римский папа курит Беломор», но после этого кроме сборников и переизданий у группы ничего нового не выходило. Только в самом конце 2004 года «Адо» вернулись в студию для записи нового альбома «Ursus», который вышел в апреле 2007 года.
В сумме «Адо» выпустили к 2010 году 22 диска (включая винилы, сборники, переиздания). Альбом городских романсов «Эскимо!» (единственный кавер-проект в истории «Адо») опубликован на официальном сайте группы 1 апреля 2013 года в доступной сетевой версии, которую планируется со временем пополнять.

## Состав группы
- Андрей Горохов (вокал, гитара, губная гармошка, укулеле, автор, основатель)
- Юрий Смоляков (клавишные, второй вокал)
- Олег Зарипов (соло-гитара, акустическая гитара)
- Игорь Иванькович (ударные) (с 1997г)

### Бывшие участники постоянного состава
- Валерий Аникин (гитара, сопилка, второй вокал)
- Иван Воропаев (альт, мандолина)
- Дмитрий Юнькин (бас)
- Виталий Левковец (скрипка)
- Татьяна Коробочкина (скрипка)
- Сергей Решетников (бас)
- Михаил Митрофанов (бас)
- Илья Шаповалов (соло-гитара)
- Кирилл Россолимо (перкуссия)

## Дискография

### Студийные альбомы
1. Ночной суп — 1988—1989
2. Останови меня, Ночь — 1990
3. Золотые орехи — 1992
4. Осколки — 1994
5. Веди себя хорошо — 1996
6. Алфавит — 1998
7. Римский папа курит Беломор — 2000
8. Ursus — 2007

### Сборники
1. The best of… — 1999
2. Нежный рок-н-ролл. 2CD — 2002
3. Все альбомы на mp3 — 2008
4. Любимые песни.ru — 2008
5. Наша коллекция (сборник радиохитов) — 2009
6. 25 горошин — 2016

## В культуре
Предположительно в 1988 году лидер советской рок-группы «Кино» Виктор Цой написал текст песни «Дети минут». При жизни автора песня не исполнялась на публике. По утверждению Александра Липницкого, Цой решил не выпускать песню, чтобы не обидеть своих товарищей из-за отсылок.
Текст «Детей минут» начинается со строк «Один любит рок, другой любит сок». Это неявная отсылка к песне «Адо» «Пассажир» с альбома «Ночной суп»  (февраль 1988): «Любимый напиток – сок, // Любимая музыка – рок...». У «Адо» эти пристрастия соответствуют одному и тому же объекту, тогда как Цой их противопоставляет.  Если учесть, что песня написана в конце 1980-х, то этот фрагмент может указывать на раскол между роком и поп-музыкой, резко обозначившийся во вкусах публики в этот период.